# Anopheles riparis
Anopheles riparis är en tvåvingeart som beskrevs av King och Francisco E. Baisas 1936. Anopheles riparis ingår i släktet Anopheles och familjen stickmyggor.
Artens utbredningsområde är Filippinerna. Inga underarter finns listade i Catalogue of Life.